# John Preston (théologien)
Pour les articles homonymes, voir Preston.
John Preston, né le 28 octobre 1712 à Londres au Portugal, et mort le 8 février 1780 à Lisbonne, est un théologien catholique anglais.

## Biographie
Fils de protestants londoniens, il est envoyé jeune à la Merchant Taylors' School, où il avait pour professeur un pasteur anglican farouchement anti-papiste. Il fut envoyé par ce dernier à Oxford : mais le jeune Preston, pris de doutes religieux, refusa, en raison du serment d’allégeance exigé (oath of allegiance) en faveur de la dynastie et de l’Église d'Angleterre. Il se convertit alors au catholicisme, et est exclu de son école à l’âge de dix-huit ans (1730). Il vit d’expédients, chez un imprimeur londonien, responsable des caractères grecs (1730-32). Les milieux catholiques de la capitale le soutiennent pour l’envoyer au collège des exilés anglais à Lisbonne, où il arrive le 21 octobre 1732 et où il allait rester jusqu’à sa mort en 1780. Il y étudie la philosophie, tout en exerçant déjà les fonctions de professeur de lettres classiques. Il est ordonné prêtre en 1736. Puis commence ses propres premiers cours de philosophie (1736), et devient aussi Procureur du Collège. Il est ensuite nommé professeur de théologie. On le crédite notamment d’avoir introduit la physique newtonienne au Portugal. Les jésuites ne l’aimaient guère. Il trouva des appuis auprès de la Cour, et en 1775 il est nommé tuteur du jeune prince du Brésil. Pombal le tenait en haute estime, et parle de lui comme du « grand Preston ».

## Œuvres
- Compendium metaphysicae ad mentem Aristotelis redactum, et in duas partes divisum, quarum prima de metaphysica generali, secunda de pneumatologia tractat, Ulyssipone, Apud Typographiam Universalem, 1875.